# Vakaba Touré
Pour les articles homonymes, voir Touré.
Vakaba Touré, roi du Kabadougou, est un « chef de guerre » et « marabout » malinké, fondateur de la ville d'Odienné, au nord-ouest de la Côte d'Ivoire, proche à la fois du Mali et de la Guinée. Entre 1840 et 1850, Vakaba Touré, soutenu par les musulmans (Diaby) de Samatiguila, a conquis le royaume de Nafana fondé au XVIIIe siècle. Le nouveau royaume a pris le nom de Kabadougou.
Son très modeste tombeau se situe au centre de la ville d'Odienné et ne fait pas l'objet d'un culte particulier.

## La conquête du Nafana
Vers 1750, la ville d'Odienné était principalement habité par des Diarrassouba. À la suite d'une querelle vers 1815 entre le chef du Toron et Dosso Diarassouba alors roi du Nafana, les musulmans de Samatiguila avec à leur tête Vakaba Touré prennent tour à tour fait et cause pour le Toron et le Nafana. Ces deux cantons furent donc détruits l'un après l'autre. Dosso Diarassouba vaincu abandonne Odienné. 

## La fondation du royaume du Kabadougou
Vakaba Touré ayant pris la tête du royaume Nafana, sa fortune s'accrut rapidement. Il razzia le Folo, le Bodougou, le Gouanangala, s'installa à Odienné et prit le titre de roi du Kabadougou. Il mourut en 1858. C'est sous son règne que, en 1827, René Caillié visita Odienné, Samatiguila, Tiémé, séjournant quatre mois dans ce dernier village.